# Basile
Basile – miasto w Stanach Zjednoczonych, w stanie Luizjana, w parafii Evangeline.